# Tân Thành, huyện Bình Tân
Tân Thành là một xã cũ thuộc huyện Bình Tân, tỉnh Vĩnh Long, Việt Nam.

## Địa lý
Xã Tân Thành nằm ở phía bắc huyện Bình Tân, có vị trí địa lý:
- Phía đông giáp xã Thành Trung
- Phía tây giáp xã Tân An Thạnh và xã Tân Lược
- Phía nam giáp xã Tân Bình và xã Thành Lợi
- Phía bắc giáp tỉnh Đồng Tháp.

Xã Tân Thành có diện tích 16,43 km², dân số năm 2019 là 6.755 người, mật độ dân số đạt 411 người/km².

## Hành chính
Xã Tân Thành được chia thành 5 ấp: Tân Dương, Tân Lập, Tân Yên, Thành Hậu, Thành Tân.

## Lịch sử
Xã Tân Thành được thành lập vào ngày 9 tháng 8 năm 1994 theo Nghị định số 85-CP trên cơ sở một phần diện tích và dân số của xã Tân Quới.
Ngày 31 tháng 7 năm 2007, Chính phủ ban hành Nghị định số 125/2007/NĐ-CP về việc thành lập huyện Bình Tân thuộc tỉnh Vĩnh Long, xã Tân Thành thuộc huyện Bình Tân.
Ngày 6 tháng 12 năm 2019, Hội đồng Nhân dân tỉnh Vĩnh Long ban hành Nghị quyết 228/NQ-HĐND về việc:
- Sáp nhập toàn bộ ấp Tân Cương vào ấp Tân Yên
- Sáp nhập một phần ấp Tân Mỹ vào ấp Tân Dương.

Đến năm 2019, xã Tân Thành có diện tích 17,78 km², dân số là 7.874 người, mật độ dân số đạt 443 người/km².
Ngày 10 tháng 1 năm 2020, Ủy ban Thường vụ Quốc hội ban hành Nghị quyết số 860/NQ-UBTVQH14 về việc sắp xếp các đơn vị hành chính cấp xã thuộc tỉnh Vĩnh Long (nghị quyết có hiệu lực từ ngày 1 tháng 2 năm 2020). Theo đó:
- Sáp nhập toàn bộ 3,06 km² diện tích tự nhiên và 1.331 người thuộc các ấp: Thành Hậu, Thành Tân của xã Thành Đông vừa giải thể vào xã Tân Thành
- Sáp nhập toàn bộ 4,41 km² diện tích tự nhiên và 2.450 người thuộc các ấp: Tân Phú, Tân Biên của xã Tân Thành vào xã Tân Bình.

Sau khi sáp nhập và điều chỉnh, xã Tân Thành có 16,43 km² diện tích tự nhiên và quy mô dân số 6.755 người.